# L'Apocalypse (Lefranc)
Pour les articles homonymes, voir L'Apocalypse.
L'Apocalypse est le dixième tome de la série Lefranc écrit par Jacques Martin et dessiné par Gilles Chaillet, édité en 1986 par Casterman.

## Résumé
Lefranc est mystérieusement invité à un séminaire organisé par une organisation nommée Promundia sur les graves problèmes qui pèsent sur l'humanité et mettent en cause sa survie. Conduit par un étrange conducteur dans un bunker secret situé dans les Alpes, le héros constate que d'autres personnalités ont aussi été conviés à l'évènement, même son pire ennemi Axel Borg. 
Durant son séjour, il est contraint de subir un entraînement intensif avec les autres invités. Ceci l'amènera à voyager dans le futur où il fera la connaissance des descendants des humains. Ces derniers ayant subi des mutations ont profondément changé la Terre qui n'est plus qu'un immense champ de cultures de fruits et légumes, les monuments ainsi que les villes ayant été détruits pour façonner des cultures entières créées pour nourrir la population qui vit désormais dans des immenses vaisseaux flottants en orbite. 
Borg et Lefranc finiront par repartir du lieu où ils étaient. Les hommes du futur les laissant aller pour servir de témoins et d'informer les humains de ce qui les attend.

## Personnages
- Guy Lefranc
- Axel Borg
- Carine Clerc
- Pierre Nailly
- Le Seigneur Yorlon